# Filmjahr 1895
Liste der Filmjahre

◄ | 1891 | 1892 | 1893 | 1894 | Filmjahr 1895 | 1896 | 1897 | 1898 | 1899 | ► | ►►

Weitere Ereignisse

## Ereignisse

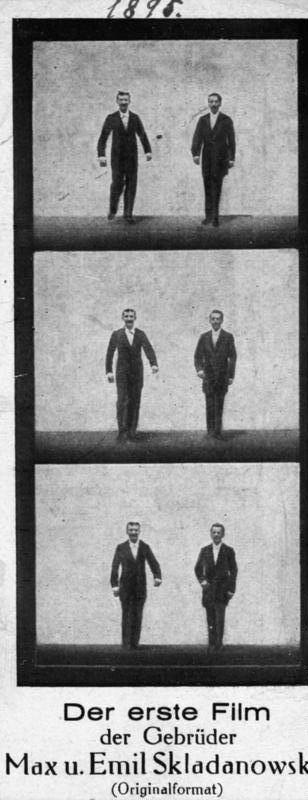
Die Brüder Skladanowsky auf einem ihrer frühen Filme

- 22. März: Auguste und Louis Lumière führen mit einem Kinematographen ihren ersten Film vor einem geschlossenen Publikum vor. Der Film zeigt Arbeiter beim Verlassen der Lumière-Werke.
- In Großbritannien entwickeln Robert William Paul und der Fotograf Birt Acres eine Filmkamera und einen Projektor nach dem Vorbild des Kinetographen von Thomas Alva Edison. Am 30. März filmen sie damit erstmals den jährlichen Ruderwettbewerb der Universitäten Oxford und Cambridge.

Schlussstein-Zeremonie am Kaiser-Wilhelm-Kanal

- 21. Juni: Kaiser Wilhelm II. eröffnet in einer feierlichen Zeremonie den nach seinem Großvater benannten Kaiser-Wilhelm-Kanal. Die Zeremonie wird von dem Briten Birt Acres mit einer Filmkamera aufgenommen; sein Film Opening of the Kiel Canal gilt als die älteste Filmaufnahme Deutschlands.
- 28. August: Thomas Edison veröffentlicht den von ihm produzierten Kurzfilm The Execution of Mary Stuart, der als erster Historienfilm der Geschichte gilt. Alfred Clark führt Regie. Dabei wird auch der erste Stopptrick der Filmgeschichte durchgeführt, als der Darsteller der Mary Stuart durch eine Puppe ersetzt wird.

- 1. November: mit dem Bioskop, einem frühen Projektionsapparat, führen die Brüder Skladanowsky in Berlin einige Filme (u. a. Das boxende Känguruh) einem zahlenden Publikum vor. Dies gilt als die erste öffentliche Filmvorführung in Europa.[1]

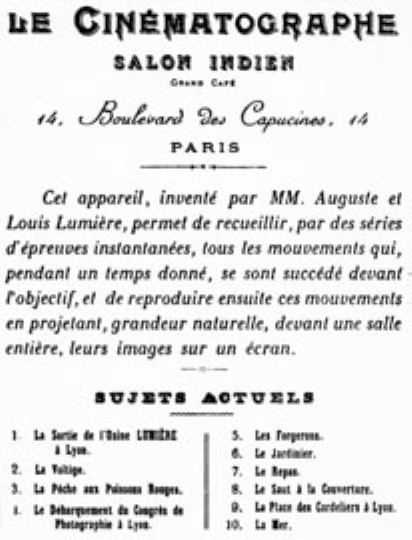
Programm der ersten Vorführungen im Salon Indien du Grand Café

- 28. Dezember: Die Brüder Lumière führen L’Arroseur arrosé, Repas de bébé und weitere acht Filme im Pariser Salon Indien du Grand Café vor. Insgesamt finden sich nur 33 zahlende Gäste ein. In den folgenden Tagen steigt die Zahl der Interessierten aber kontinuierlich an.

- William K. L. Dickson gründet gemeinsam mit Herman Casler, Henry Marvin und Elias Koopman die Filmproduktionsgesellschaft American Mutoscope Company als Konkurrenzunternehmen zu Thomas Alva Edisons Filmstudio.

## Geboren

### Januar bis März
- 05. Januar: A. Edward Sutherland, britischer Regisseur († 1973)

- 06. Februar: Sepp Allgeier, deutscher Kameramann († 1968)
- 06. Februar: Mario Camerini, italienischer Regisseur († 1981)
- 12. Februar: Brian Desmond Hurst, irischer Regisseur, Drehbuchautor und Produzent († 1986)

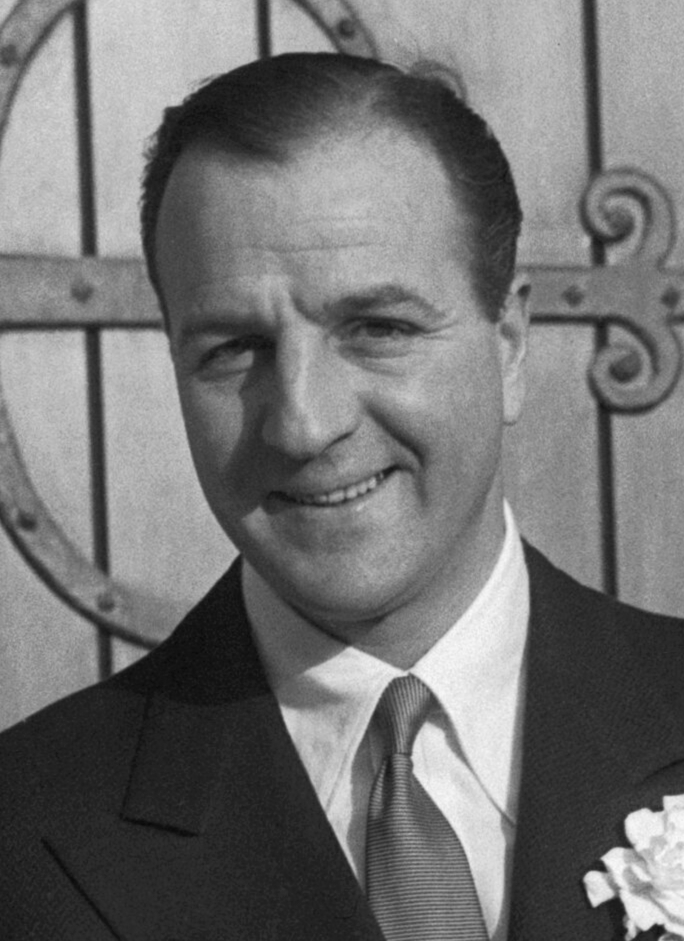
Louis Calhern (* 19. Februar)

- 19. Februar: Louis Calhern, US-amerikanischer Schauspieler († 1956)
- 21. Februar: Emil Stepanek, österreichischer Filmarchitekt († 1945)
- 28. Februar: Marcel Pagnol, französischer Regisseur und Drehbuchautor († 1974)

- 04. März: Shemp Howard, US-amerikanischer Schauspieler († 1955)

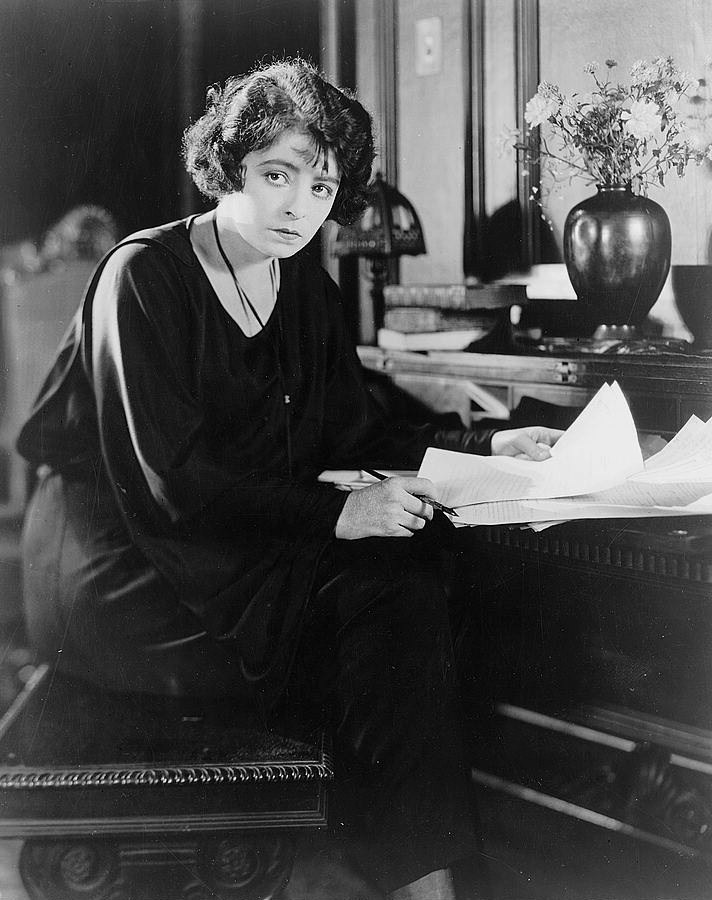
Dorothy Davenport (1923)

- 13. März: Dorothy Davenport, US-amerikanische Schauspielerin († 1977)

### April bis Juni
- 06. April: Dudley Nichols, US-amerikanischer Drehbuchautor († 1960)
- 06. April: Harold Rosson, US-amerikanischer Kameramann († 1988)
- 14. April: Mary Marquet, französische Schauspielerin († 1979)

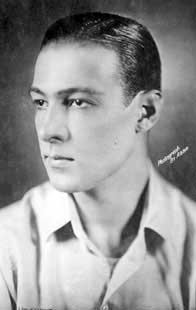
Rudolph Valentino (* 6. Mai)

- 06. Mai: Rudolph Valentino, italienischer Schauspieler († 1926)
- 09. Mai: Richard Barthelmess, US-amerikanischer Schauspieler († 1963)

- 03. Juni: Zoltan Korda, ungarischer Regisseur († 1961)
- 04. Juni: George Stevenson Wallace, australischer Schauspieler († 1960)
- 07. Juni: Hans Schneeberger, österreichisch-deutscher Kamerapionier († 1971)
- 14. Juni: Cliff Edwards, US-amerikanischer Schauspieler und Synchronsprecher († 1971)
- 18. Juni: Blanche Sweet, US-amerikanische Schauspielerin († 1986)

### Juli bis September
- 08. Juli: Arthur C. Miller, US-amerikanischer Kameramann († 1970)
- 13. Juli: Sidney Blackmer, US-amerikanischer Schauspieler († 1973)
- 13. Juli: Daniel Mandell, US-amerikanischer Filmeditor († 1987)
- 14. Juli: Hans Pössenbacher, deutscher Schauspieler († 1979)
- 17. Juli: Sid Hickox, US-amerikanischer Kameramann († 1982)
- 18. Juli: Edgar Ziesemer, deutscher Kameramann († 1971)
- 21. Juli: Ken Maynard, US-amerikanischer Stuntman und Schauspieler († 1973)
- 23. Juli: Aileen Pringle, US-amerikanische Schauspielerin († 1989)
- 23. Juli: Florence Vidor, US-amerikanische Schauspielerin († 1977)

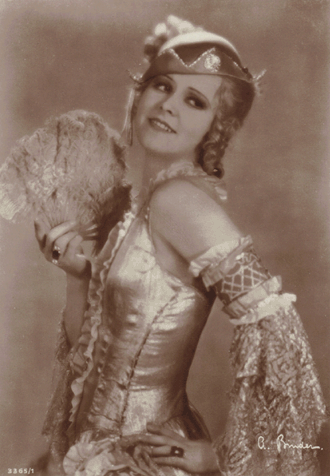
Liane Haid (* 16. August)

- 16. August: Liane Haid, österreichische Schauspielerin († 2000)
- 24. August: Victor Halperin, US-amerikanischer Regisseur († 1983)

- 01. September: Edit Angold, deutsche Schauspielerin († 1971)
- 04. September: Nigel Bruce, britischer Schauspieler († 1953)
- 11. September: Uno Henning, schwedischer Schauspieler († 1970)
- 22. September: Paul Muni, US-amerikanischer Schauspieler († 1967)
- 25. September: Victor Saville, britischer Regisseur und Produzent († 1979)
- 26. September: George Raft, US-amerikanischer Schauspieler († 1980)
- 30. September: Lewis Milestone, US-amerikanischer Regisseur († 1980)

### Oktober bis Dezember
- 01. Oktober: Hans Schweikart, deutscher Regisseur († 1975)
- 02. Oktober: Bud Abbott, US-amerikanischer Schauspieler († 1974)

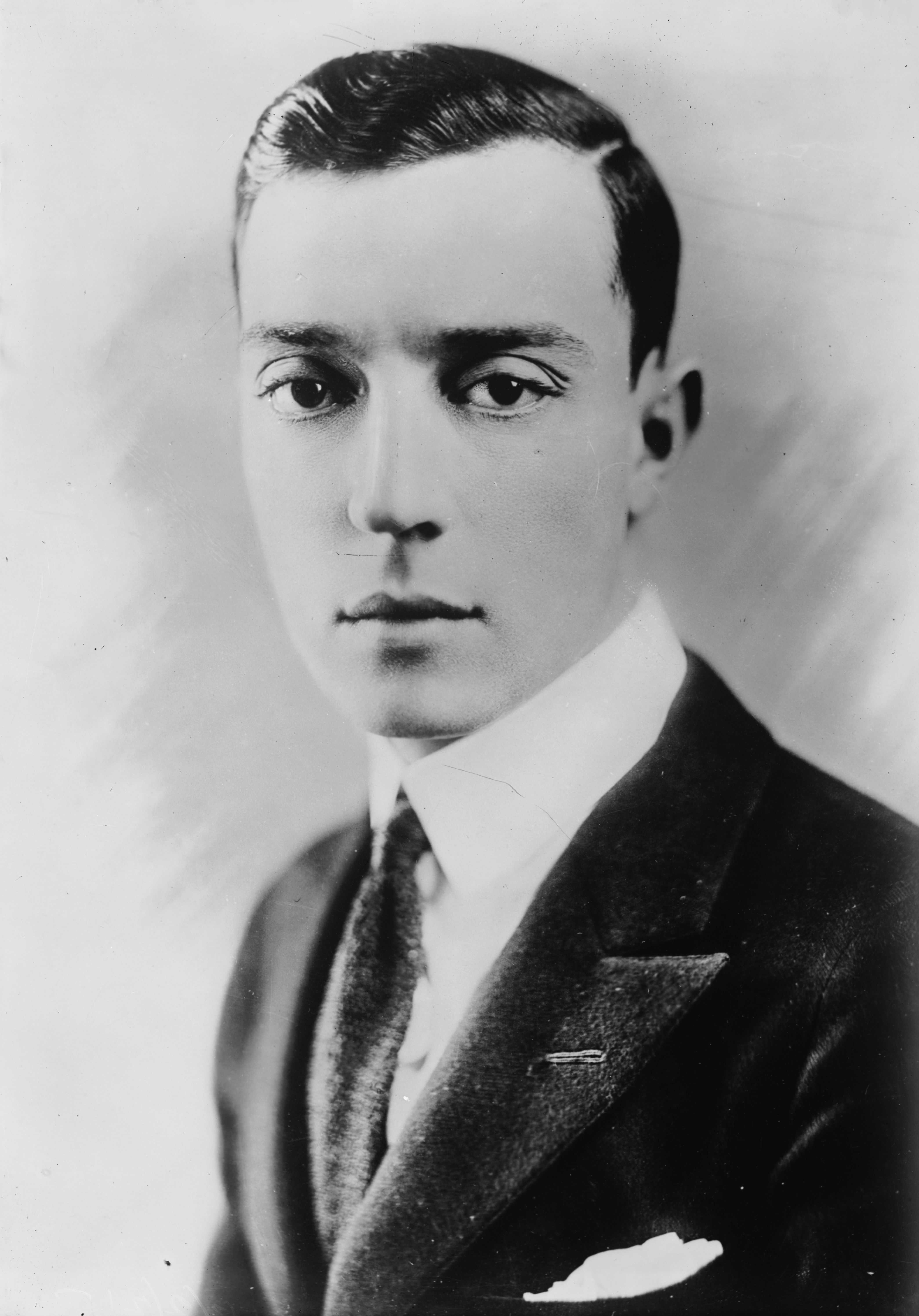
Buster Keaton (* 4. Oktober)

- 04. Oktober: Buster Keaton, US-amerikanischer Schauspieler und Regisseur († 1966)
- 20. Oktober: Rex Ingram, US-amerikanischer Schauspieler († 1969)
- 21. Oktober: Edna Purviance, US-amerikanische Schauspielerin († 1958)

- 09. November: Mae Marsh, US-amerikanische Schauspielerin († 1968)
- 13. November: Edward Buzzell, US-amerikanischer Regisseur († 1985)
- 17. November: Hilde Wörner, deutsche Schauspielerin († 1963)
- 25. November: Margaret Livingston, US-amerikanische Schauspielerin († 1984)
- 27. November: Nico Dostal, österreichischer Komponist († 1981)

- 15. Dezember: Elisabeth Markus, österreichische Schauspielerin († 1970)